# Городская управа (Калязин)
Городская управа (также городское училище и административные учреждения) — историческое здание в Калязине. Объект культурного наследия регионального значения. Расположено в центре города, на Московской улице, дом 22/20, на углу с Красноармейской улицей.

## История
Здание построено в 1882—1883 гг. для размещения городского училища (с 1912 г. реорганизованного в высшее начальное училище) и учреждений: городской и земской управы, полицейского управления. Впоследствии всё здание заняла школа (ныне городская основная общеобразовательная школа города Калязина).

## Архитектура
Здание выстроено в стиле эклектики классицизирующего направления. Стены возведены из неоштукатуренного кирпича на белокаменном цоколе. Здание сильно вытянуто вдоль Московской улицы, на которую выходит восточный фасад. В плане оно прямоугольное с двумя выступами со стороны двора. Главный фасад симметричен, имеет два ризалита, увенчанных мезонинами с фигурными фронтонами, и три двухэтажных секции. Над южной частью здания — деревянная пожарная вышка. На углах фасадов — филёнчатые лопатки и венчающие здание тумбы с килевидными завершениями. Первый этаж по уличным фасадам покрывает ленточный руст, между этажами по фасадам проходит полочка, а завершает здание ступенчатый карниз с аркатурным фризом. Окна первого этажа имеют лучковую форму, второго — арочную. Под окнами находятся филёнки, над онками второго этажа — архивольты, которые на ризалитах дополнены поддерживающими их пилястрами тосканского ордера. С фасада в здание два парадных входа — в крайних осях ризалитов. Они имеют белокаменные козырьки лучковой формы на фигурных кронштейнах. В выступах дворового фасада имеются чёрные входы.